# Mercury Station Wagon
Der Mercury Station Wagon war ein PKW, der in den Modelljahren 1957 bis 1958, 1961 und 1964 bis 1968 von Mercury, einer Marke der Ford Motor Company, hergestellt wurde. Es handelte sich dabei um die Kombis der Marke. In den Modelljahren 1959 und 1960 hießen die Mercury-Kombis Country Cruiser, in den Jahren vor 1957, 1962 bis 1963 und nach 1968 waren sie den jeweiligen Limousinenbaureihen zugeordnet.

## Modelljahr 1957
Die Kombis, die im Modelljahr 1956 noch unter den Namen der einzelnen Limousinenbaureihen liefen, wurden 1957 unter der Bezeichnung Station Wagon zu einer eigenen Baureihe zusammengefasst.
Es gab drei verschiedene Ausführungen: Der Commuter und der etwas besser ausgestattete Voyager basierten auf dem Modell Monterey und hatten V8-Motoren mit 5.112 cm³ Hubraum, die bei 4.600/min. 255 bhp (188 kW) abgaben. Diese Modelle gab als Drei- und als Fünftürer. Darüber rangierte das Spitzenmodell Colony Park, das aus der Turnpike-Cruiser-Limousine entwickelt worden war. Der Motor dieses Modells hatte 6.030 cm³ Hubraum und leistete 290 bhp (213 kW) bei 4.600/min. Der Colony Park hatte seitliche Zierteile aus Holzimitat und war nur als Fünftürer lieferbar.
Insgesamt entstanden in diesem Jahr 35.792 Kombis.

## Modelljahr 1958
1958 basierten der Commuter und der Voyager auf dem Monterey, der Colony Park auf dem Montclair. Alle Kombis hatten Motoren mit 6.276 cm³ Hubraum. Die beiden schwächeren Modelle hatten 312 bhp (229 kW), während das Spitzenmodell 330 bhp (243 kW) leistete.
1958 entstanden 22.302 Kombis. In den beiden Folgejahren hießen die Kombis der Marke Country Cruiser.

## Modelljahr 1961
1961 hießen die Country-Cruiser-Modelle wieder Station Wagon und es gab nur noch zwei fünftürige Ausführungen: Der Commuter basierte auf dem Meteor, der Colony Park auf dem Monterey. Der Commuter hatte einen Sechszylinder-Reihenmotor mit 3.654 cm³ Hubraum, der 135 bhp (99 kW) abgab. Das Spitzenmodell hatte weiterhin einen V8-Motor, allerdings mit nur noch 4.785 cm³ und 175 bhp (129 kW). Der Kombi des Einstiegsmodells Comet war dieser Modellreihe zugeordnet.
1961 entstanden 16.838 Kombis. Im Folgejahr waren alle Kombis der Marke den jeweiligen Limousinenbaureihen zugeordnet.

## Modelljahre 1964–1968
1964 gab es wieder eine eigene Station-Wagon-Serie. Wie schon 1961 gab es ein Basismodell Commuter und ein Spitzenmodell Colony Park (mit Holzimitat an den Fahrzeugseiten). Beide Wagen basierten auf dem Monterey und hatten V8-Motoren mit 6.391 cm³ Hubraum und 250 bhp (184 kW). Die fünftürigen Wagen gab es wahlweise mit 6 oder 9 Sitzen, wobei im letzteren Falle die dritte Sitzbank gegen die Fahrtrichtung angeordnet war. Der Kombi des Einstiegsmodells Comet war wiederum dieser Modellreihe zugeordnet.
1965 gab es keine Veränderungen. 1966 stieg die Motorleistung auf 265 bhp (195 kW), 1967 auf 270 bhp (199 kW). 1968 blieb es bei dieser Motorleistung.
In diesen fünf Jahren wurden 120.742 Kombis gebaut. Ab 1969 wurden die Kombis wieder den entsprechenden Limousinenbaureihen zugeordnet.

## Quelle
- Gunnell, John: Standard Catalog of American Cars 1946–1975, Krause Publications, Iola (2002), ISBN 0-87349-461-X.